# Asclepias quinquedentata
Asclepias quinquedentata är en oleanderväxtart som beskrevs av Asa Gray. Asclepias quinquedentata ingår i släktet sidenörter, och familjen oleanderväxter. Inga underarter finns listade i Catalogue of Life.